# Abd Allah ibn Nasir ibn Chalifa Al Sani
Abd Allah ibn Nasir ibn Chalifa Al Sani (arab. عبد الله بن ناصر بن خليفة آل ثاني; ur. w 1959) – katarski generał, polityk, od 26 czerwca 2013 do 28 stycznia 2020 premier i minister spraw wewnętrznych Kataru. Członek rodziny królewskiej Kataru. Przed objęciem stanowiska premiera pełnił funkcję sekretarza stanu ds. wewnętrznych.